# Юго-запад штата Мату-Гросу-ду-Сул (мезорегион)
Юго-запад штата Мату-Гросу-ду-Сул (порт. Mesorregião do Sudoeste de Mato Grosso do Sul) — административно-статистический мезорегион в Бразилии. Входит в штат Мату-Гросу-ду-Сул. Население составляет 832 506 человек (на 2010 год). Площадь — 82 428,133 км². Плотность населения — 10,10 чел./км².

## Демография
Согласно сведениям, собранным в ходе переписи 2010 г. Национальным институтом географии и статистики (IBGE), население мезорегиона составляет:
| Полное население                            | Полное население                            | Полное население                            | Полное население                            | 832 506 |
| ------------------------------------------- | ------------------------------------------- | ------------------------------------------- | ------------------------------------------- | ------- |
| в том числе:                                | Городское население                         | 656 045                                     | Процент городского населения, %             | 78,80   |
|                                             | Сельское население                          | 176 461                                     | Процент сельского населения, %              | 21,20   |
|                                             | Мужское население                           | 416 999                                     | Процент мужского населения, %               | 50,09   |
|                                             | Женское население                           | 415 507                                     | Процент женского населения, %               | 49,91   |
| Плотность населения, чел/км²                | Плотность населения, чел/км²                | Плотность населения, чел/км²                | Плотность населения, чел/км²                | 10,10   |
| Население мезорегиона в % к населению штата | Население мезорегиона в % к населению штата | Население мезорегиона в % к населению штата | Население мезорегиона в % к населению штата | 33,99   |

## Статистика
- Валовой внутренний продукт на 2003 год составляет 6 131 942 099,00 реалов (данные: Бразильский институт географии и статистики).
- Валовой внутренний продукт на душу населения на 2003 год составляет 8346,85 реалов (данные: Бразильский институт географии и статистики).
- Индекс развития человеческого потенциала на 2000 год составляет 0,753 (данные: Программа развития ООН).

## Состав мезорегиона
В мезорегион входят следующие микрорегионы:
1. Бодокена
2. Дорадус
3. Игуатеми